# Алексеев, Борис Алексеевич
Борис Алексеевич Алексе́ев (1911—1973) — чувашский советский актёр, режиссёр театра, педагог. Народный артист СССР (1969).

## Биография
Борис Алексеев родился 14 [27] апреля 1911 года (по другим источникам — 13 (26) апреля 1911 года) в деревне Байсубаково (ныне Чебоксарского района Чувашии, Россия).
В 1932 году окончил Чебоксарский музыкально-театральный техникум (ныне Чебоксарское музыкальное училище имени Ф. П. Павлова.
С 1929 года — актёр Чувашского драматического театра (ныне Чувашский государственный академический драматический театр имени К. В. Иванова) (Чебоксары).
В годы войны работал режиссёром одноактных пьес, уполномоченным по гастролям, исполнял депутатские функции.
Несколько лет преподавал в актёрской студии.
Член ВКП(б) с 1944 года.
Борис Алексеевич Алексеев умер 3 мая 1973 года в Чебоксарах. Похоронен на кладбище № 2 (примыкает к Ботаническому саду).

## Награды и звания
- Заслуженный артист РСФСР (1940)[2]
- Народный артист Чувашской АССР (1943)
- Народный артист РСФСР (1960)[3].
- Народный артист СССР (1969)
- Орден Трудового Красного Знамени

## Театральные работы
- 1933 — «Пĕр кун» («Один день») Е. В. Еллиева — крестьянин
- 1933 — «Борис Годунов» А. С. Пушкина — хитрый монах
- 1934 — «Чудесный сплав» В. М. Киршона — инженер Петя
- 1935 — «Айдар» П. Н. Осипова — старый Дружка-Туйпуç
- 1937 — «Как закалялась сталь» по Н. А. Островскому — Павел Корчагин
- 1941 — «Сутра» («На суде») Ф. П. Павлова — Ухтеркке
- 1942 — «Отелло» У. Шекспира — Яго
- 1942 — «Человек с ружьём» Н. Ф. Погодина — Ленин
- 1942 — «Ревизор» Н. В. Гоголя — Хлестаков
- 1944 — «Тăван çĕр-шывра» («В родном краю») П. Н. Осипова — Серёжа
- 1945 — «Женитьба Бальзаминова» А. Н. Островского — Бальзаминов
- 1945 — «Трактирщица» К. Гольдони — Форлипополи
- 1947 — «Ялта» («В деревне») Ф. П. Павлова — Муся
- 1948 — «Энтип» В. Т. Ржанова — Энтип
- 1948 — «Нарспи» по поэме К. В. Иванова — Дружка
- 1955 — «Мещане» М. Горького — Перчихин
- 1959 — «Нарспи» по поэме К. В. Иванова — Тохтаман
- 1961 — «Старик» М. Горького — Старик
- 1967 — «Власть тьмы» Л. Н. Толстого — Аким
- «Садур и Идем» И. С. Максимова-Кошкинского — Асмат
- «Волна Октября» А. Д. Калгана — Меркурьев
- «Молодая гвардия» по А. А. Фадееву — Сергей Тюленин
- «Свадьба с приданым» Н. М. Дьяконова — Авдей Спиридонович
- «На дне» М. Горького — Лука
- «Лес» А. Н. Островского — Аркашка Счастливцев
- «Именем Революции» М. Ф. Шатрова — Ленин